# اندیس آنومالی سلطان بابا
آنومالی سلطان بابا یک اندیس فلزی است که در حوالی شهر رودبار استان قزوین قرار دارد و مادهٔ معدنی موجود در آن، طلا است.  